# しーさー (YouTuber)
しーさー（2000年〈平成12年〉3月4日 - ）は、文房具系YouTuber、文房具会社SEASARの代表である。顔出しをしていないため、身長や顔などの情報は知られていない。

## 来歴
2014年（平成26年）、はじめしゃちょーの影響でぺんてるのSMASHを購入したことから文房具の魅力にはまり「好きなシャープペンの魅力を広めたい」として活動を開始した。YouTuberにありがちな煽りなどがなく、メーカーを斟酌せずに商品の長所や短所を語る動画がz世代を中心に支持を集めており、2018年（平成30年）にチャンネル登録者数1万人を突破した。その後、文房具を扱うチャンネルとして初めて登録者数10万人を突破した。
大学卒業後に専業YouTuberとなり、2023年（令和5年）には自身の会社を立ち上げている。また、2024年（令和6年）に自社ブランドSEASARを立ち上げペンケースやシャープペンシルなどの販売を行っている。

## 社長として
2024年の2月16日に、自身のYoutubeチャンネルで完全オリジナルブランドであるSERSARを設立し、シャープペンやペンケースなどを開発していると発表し、将来的には腕時計ケースや財布なども開発したいと考えていると動画で発表した。
その動画の約1ヶ月後、3月29日に初のプロダクトとなるSERSAR Duct（ダクト）ペンケースを発表した。
発売は2024年の3月30日の18時より開始されている。
革とカラー展開は以下の通り。（※カラーはどの革でも同じく4色展開。）
革展開:マルゴー、マルゴーフォグ
カラー:ブラウン、カスターニャ、トルケーゼ、ネロ　（マルゴー、マルゴーフォグ共に共通）
Ductペンケースの発表、発売から約5ヶ月後の8月8日に、新たにシャープペンシルの発売時期と販売価格についての動画が公開された。
開発が進行中と発表されたシャープペンシルは以下の通り。
•剛性感MAXシャーペン（仮）
•実用性MAXシャーペン（仮）
•ゴツゴツ感MAXシャーペン（仮）
また、この動画で前述したDuctペンケースが東急ハンズ名古屋店とナガサワ文具センター本店で展示されることになったと発表された。しかし、販売はSERSARオンラインストアでのみ取り扱うとのこと。（2024年8月8日時点）
開発進行中の報告動画から約2ヶ月後の2024年10月11日、自社ブランド初となるシャープペンシルプロダクト、SERSAR Aero（エアロ）剛性感MAXシャーペンを発表した。
カラー展開は、
•ガンメタル
•ダークブラウン
の2色展開である。
工場生産の都合上、初回5000本のみの販売となり、決算を先払いで行い、工場生産が終わり次第順次発送という手法が用いられた。
初回生産分の5000本は1日ですぐ完売となり、生産にはかなり時間がかかるとして再販売は2025年秋頃になるだろうと発表した。
2024年11月に、SERSARとして初のペントレー、SERSAR 一枚革ペントレーを発表した。
カラー展開は、
•ブラウン
•カスターニャ
•トルケーゼ
•トッポ
•アローロ
•ネロ
の6色展開。
2024年11月15日に発売された。
Aeroの公表動画から約2ヶ月の2024年12月30日、腕時計系Youtuberの腕時計のある人生RY氏と共同開発したとして発表されたのが、SERSAR Watch Port 3本用ウォッチロールである。
カラー展開は
•ベージュ
•ブラック✖︎アスファルト
の2色展開。
ベージュが2025年1月3日、ブラック✖︎アスファルトが2025年1月24日に販売された。
Watch Portの発表動画から1ヶ月後の2025年2月10日、初の革財布プロダクト、SERSAR Integral（インテグラル）が発表された。
カラー展開は、
•コニャック
•タバコ
•ペトローリオ
•ネイビー
•オリーバ
•ネロ
の合計6色。
2025年2月14日に合計1000本販売予定とした。当日のうちにいくつかのカラーは売り切れてしまうほどの人気だったという。
Integralの発表動画から約1ヶ月後の3月8日、SERSARとしては第二弾となるペンケース、SERSAR OctFold（オクトフォールド）ペンケースを発表した。
このペンケースは、第一弾のペンケースであるDuctの発表動画にて多く寄せられた、「値段が高すぎる」との要望に答えた、比較的安価なペンケースである。
カラー、素材展開は、
素材:カルロスナイロン、エンボスレザー
カラー:ブラウン、ブラック（ナイロン、レザー共に2色展開。）
4本ペンを個別に収納できるフラップを2つ繋げて折り曲げることで、空いた反対側のふたの裏に定規や修正テープなどを入れられるとした画期的なペンケースであり、動画内で特許を出願中だとも発表された。
OctFold発表動画から3ヶ月後の6月20日、SERSARとしては2弾目となるシャープペンシルプロダクト、SERSAR GRAVIUM（グラビウム）が発表された。
重たいのにスラスラかけるという一見すると矛盾しているコンセプトを具現化したシャープペンシルであり、ペン内部の筆記中にほとんど動かない部分に真鍮製の重りを入れることで、重たいのにスラスラかけるという慣性モーメントを応用した構造であるとの発表もあった。
カラーはブラックのみ。
2025年7月2日に初回販売、7月21日にIntegral、ぺんてるSMASH Sersar brown軸と共に２回目の再販、8月7日に３回目の再販売を行った。
そして、この動画で2025年7月12日からハンズ名古屋店にてSERSARプロダクトが常設で販売されると発表した。
2025年8月8日、公式Instagramにて、岡山・広島の大型文房具専門店うさぎや全店にて、9月13日よりSERSARプロダクトを取り扱ってもらうことが決定したと発表した。

## 書籍
- しーさーのすごい！ペン解説（実務教育出版 2021年）
- しーさーの木軸ペン図鑑（主婦の友社 2023年）
- 文房具YouTuberしーさーのボールペン辞典（実務教育出版 2023年）